# Ossas-Suhare
Ossas-Suhare település Franciaországban, Pyrénées-Atlantiques megyében. Lakosainak száma 89 fő (2022. január 1.). Ossas-Suhare Alos-Sibas-Abense, Aussurucq, Camou-Cihigue, Idaux-Mendy, Menditte, Sauguis-Saint-Étienne és Trois-Villes községekkel határos.

## Népesség
A település népességének változása:
| Lakosok száma | 95   | 93   | 91   | 84   | 85   | 85   | 86   | 87   | 89   |
|               | 2013 | 2015 | 2016 | 2017 | 2018 | 2019 | 2020 | 2021 | 2022 |